# باند سبورتس

باند سبورتس هي شبكة تلفزيونية برازيلية تعتمد برامجها على جميع الألعاب الرياضية ، وقد تم إطلاقها في عام 2002

## البرمجة الرياضية

### كرة القدم
- بطولة كاريوكا
- كامبيوناتو كاريوكا سيري A2
- دوري الدرجة الرابعة البرازيلي

الدوري السعودي 2023-2024

### كرة سلة
- الدوري الأوروبي لكرة السلة
- البطولة البرازيلية لكرة السلة

### رياضة السيارات
- كأس البرازيل AMG
- شاحنة كوبا
- أكاديمية F1
- فورمولا 1
- الصيغة 2
- الفورمولا 3
- فورمولا 4 البرازيل
- فورمولا إي
- جولد كلاسيك
- جولد توريزمو
- Grande Prêmio da Cidade de São Paulo 1000 Milhas
- امبريو التحمل البرازيل
- موتو 1000 جي بي
- MXGP
- ناسكار البرازيل سبرينت ريس
- سلسلة شاحنات الحرفي ناسكار
- سلسلة كأس ناسكار
- سلسلة ناسكار Xfinity
- كأس بورش
- سلسلة Stock Car Pro
- سلسلة الأسهم
- توريزمو ناسيونال برازيل
- الانجراف النهائي
- بطولة العالم سوبربايك
- Yamalube R3 bLU cRU كأس أمريكا الجنوبية

## روابط خارجية
- الموقع الرسمي
- BandSports على تويتر.
- باند سبورتس  على فيسبوك.
- باند سبورتس على إنستغرام
- . على يوتيوب